# Daniel Merchán
Daniel M.Merchán – ekwadorski zapaśnik walczący w obu stylach. Zajął piąte miejsce na igrzyskach i mistrzostwach panamerykańskich w 1987. Brązowy medalista igrzysk Ameryki Południowej w 1986 i 1990 i mistrzostw Ameryki Południowej w 1990, a także igrzysk boliwaryjskich w 1985 i 1989 roku.